# Черницький Віталій Михайлович
Віталій Михайлович Черницький (рос. Виталий Михайлович Черницкий; * 20 серпня 1948, Томськ, Російська РФСР) — російський музикант, композитор. 
У 1972 році закінчив Ленінградський інститут культури (ЛДІКМ). Працював в області інформаційних технологій. Керував патентною службою в одному з ленінградських НДІ.
На початку 1970-х років працював (вокал, ритм-гітара) в складі ленінградського ансамблю «Аргонавти», автор кількох пісень з репертуару ансамблю. В середині 1970-х років співпрацював з поетом Віктором Федоровим. У 1976 році в Ризі дует став лауреатом фестивалю пісні.
У 80-х роках почав писати музику і пісні для кінофільмів ленінградських кіностудій: «Пацани» (1982, реж. Дінара Асанова); документальний фільм «Урок права» (1983); «Сентиментальна подорож на картоплю» (1986, реж. Д. Долінін).
В 1986 році перейшов працювати на професійну сцену. Подальша доля невідома. Музичні альбоми не видавалися.